# Agility

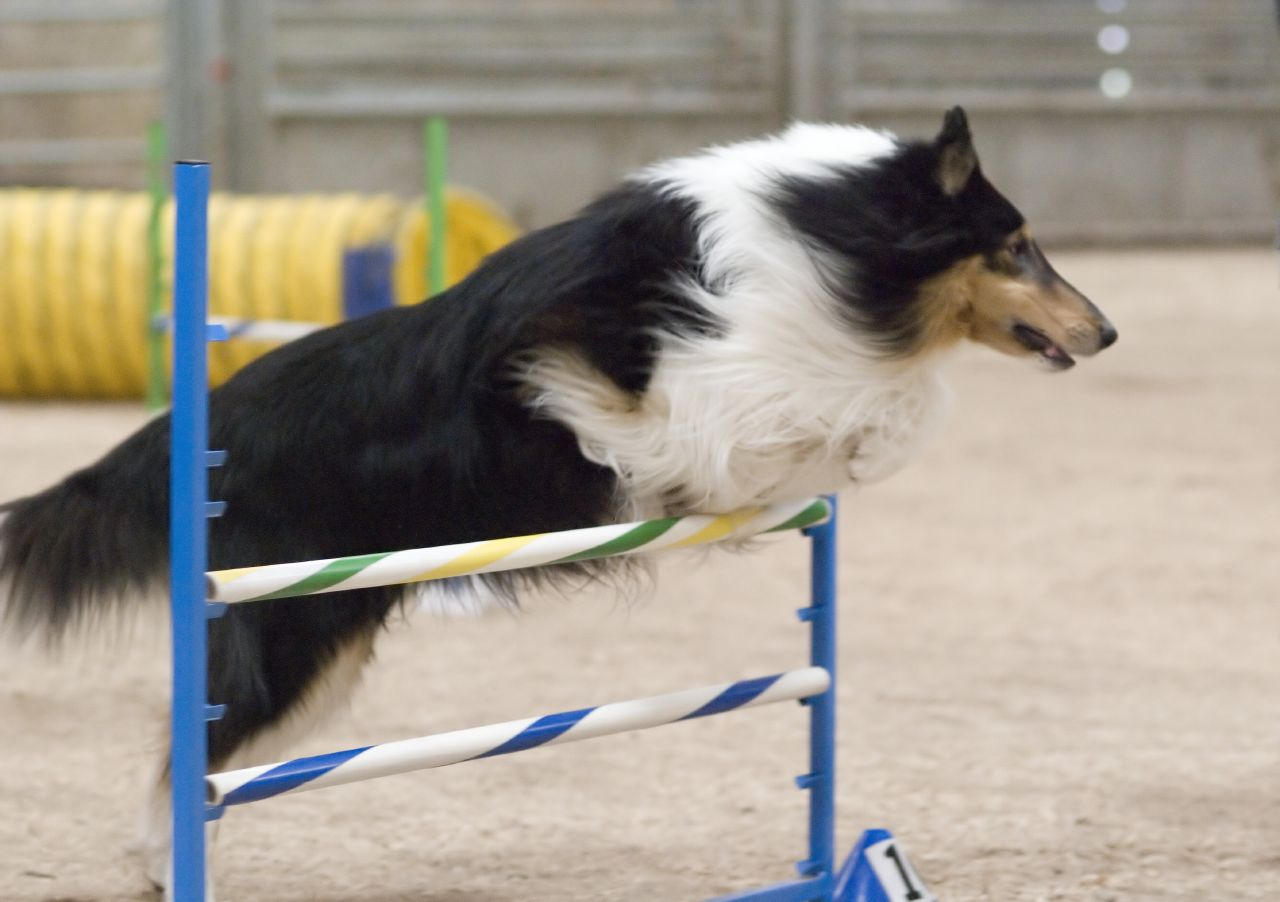
Cão numa prova de agility

Agility é um esporte praticado por duplas compostas de um cão e seu condutor. As regras iniciais foram baseadas no hipismo. O objetivo é terminar a prova sem cometer infrações e no menor tempo possível, tornando assim o agility uma prova de Habilidade, onde a Velocidade é critério decisivo de desempate.
Qualquer cão, seja ou não de raça, pode praticar o agility desde que suas condições de saúde assim o permitam. Os cães são distribuídos em categorias de acordo com seu tamanho: mini, midi e standard.
O condutor deve conduzir seu cão apenas usando gestos e comandos verbais, porém o cão nunca poderá ser tocado com as mãos de forma voluntária, tão pouco pode ser estimulado com brinquedos ou comida. Existem mais uma série de regras para o Agility, sendo que algumas são desclassificatórias como por exemplo abordar o obstáculo errado.

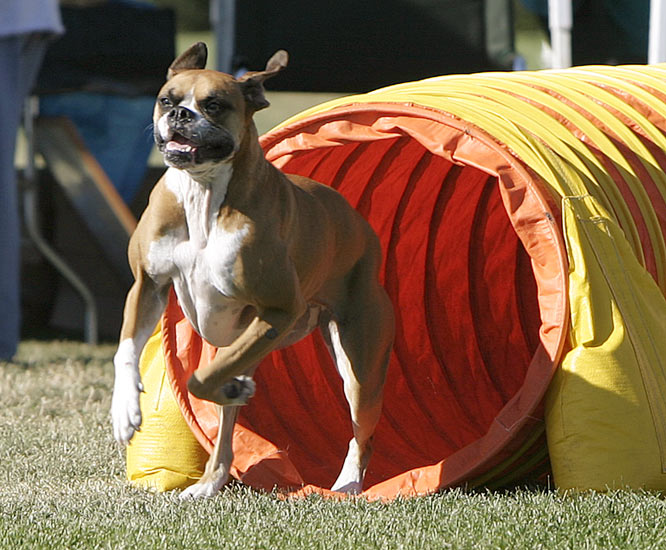

Os obstáculos do agility são compostos por saltos em altura e a distância, passarela, rampa 'A', gangorra, túneis, mesa, pneu e slalom e são dispostos em distâncias que variam de 5 a 7 metros e são numerados de acordo com a sequência que devem ser abordados.
Nas provas oficiais de agility os condutores ficam conhecendo o percurso apenas pouco antes de competirem, porém há um tempo (7 a 10 minutos no Brasil) para que façam o reconhecimento da pista e montem sua estratégia de condução que varia de condutor para contudor ou, até mesmo, de dupla para dupla. Um mesmo condutor pode ter estratégias diferentes para cães diferentes.
Atualmente (2006) existe uma certa dominância de cães da raça Border Collie na categoria standard e Pastor de Shetland nas categorias mini e midi, chegando inclusive a existir um ranking paralelo denominado QRMBC (qualquer raça menos Border Collie).
O Agility no Brasil é regulamentado pela Comissão Brasileira de Agility ligada diretamente a CBKC (Confederação Brasileira de Cinofilia). Através desta instituição o Brasil todo o ano compete no Campeonato Mundial de Agility, no qual já foi Campeão Mundial em 2002 e 2008 por equipes na categoria Standard e em 2008 por equipes na categoria Mini.